# Baker's Wood
Baker's Wood är en by i Buckinghamshire i England. Byn är belägen 57,1 km 
från Buckingham. Orten har 1 047 invånare (2015).